# الشعالة
قرية الشعالة هي إحدى القرى التابعة لمركز السنبلاوين في محافظة الدقهلية في جمهورية مصر العربية. حسب إحصاءات سنة 2006، بلغ إجمالي السكان في الشعالة 2781 نسمة، منهم 1408 رجل و1373 امرأة.